# Sarikolgebergte
Het Sarikolgebergte (Chinees: 色 勒库尔 山脉; Hanyu pinyin: Sèlēikù'ěr Shānmài; Tadzjieks: Рашти Куҳи Сарикол; Perzisch: رشته کوه سريكال of رشته کوه سرقول, Rashte Kūh-e Sarīkāl) is een bergketen in de Pamir op de grens van Tadzjikistan en de Volksrepubliek China. Het gebergte vormt de grens tussen de Gorno-Badachsjaanse Autonome Oblast van Tadzjikistan en de Xinjiang Oeigoerse Autonome Regio van China, en loopt parallel met het Muztagh Ata-gebergte in het oosten.
De bergketen strekt zich over een lengte van 346 km vanaf de rivier de Markansu in het noorden tot de Beyik-pas in het zuiden. De gemiddelde hoogte is ongeveer 5000 meter en het hoogste punt is de berg Ljavirdyr op 6.351 meter.
Het gebergte vormt de waterscheiding tussen de Amu Darja en de Tarim. Het gesteente bestaat uit leisteen, graniet en gneis.
De naam Sarikol is waarschijnlijk afgeleid van het westelijker gelegen meer Zorkul ofwel Sir-i-Kol. Dezelfde naam wordt ook gebruikt voor de lokale Tadzjiekse bevolking, die historisch bekendstaat als Sarikoli, haar taal het Sarikoli en de stad Taxkorgan, in het verleden bekend als Sarikol.